# The Monks
The Monks (deutsch: „Die Mönche“) waren eine einflussreiche Rockband, die zwischen 1964 und 1967 in der damaligen Bundesrepublik aktiv war. Die Garagenband bestand aus in Deutschland stationierten US-Soldaten. Zwischen 1999 und 2007 gab die Gruppe wieder gemeinsam Konzerte. Mit ihrer innovativen und experimentellen Rockmusik unterschieden sich die Monks deutlich von anderen Bands ihrer Zeit. Sie gelten heute unter Musikern und Fans als Wegbereiter des Punk und beeinflussten nachfolgende Künstler wie Henry Rollins, die Beastie Boys, Jello Biafra, die White Stripes oder The Fall.

## Bandgeschichte
Die Mitglieder lernten sich als in der Coleman-Kaserne in Gelnhausen bei Frankfurt stationierte G.I.s kennen. 1964 gründeten sie unter dem Namen „The 5 Torquays“ eine Beat-Combo, die u. a. Chuck Berry und Rufus Thomas interpretierte. Nach ihrer Entlassung aus der Armee 1965 blieben die Musiker in Deutschland und entwickelten zusammen mit ihren Freunden Karl-H. Remy, Student der Hochschule für Gestaltung Ulm, und Walther Niemann, Student der Folkwang-Schule in Essen, einen sehr eigenwilligen Musikstil. Dave Day wechselte von der Rhythmusgitarre zum Banjo, und sie nannten sich fortan „The Monks“. Maßgebend für den mit dem neuen Bandnamen verbundenen Imagewechsel waren die „sechsten und siebten Monks“ Remy und Niemann. Als deren Manager legten sie Grundregeln für das Auftreten der Monks, sowohl auf als auch außerhalb der Bühne, fest: Ein Monk musste demnach kurze Haare, eine Tonsur, schwarze Kleidung sowie, statt Krawatte, einen Strick tragen und hatte darüber hinaus u. a. „aufregend“ und „stark“ zu sein. So wurden die Monks als „Anti-Beatles“ gepusht.
In Hamburg bekam die Band einen Vertrag im Top Ten Club. Sie spielten Beatmusik und eigene Stücke. Der Produzent Jimmy Bowien verhalf den Monks zu einem Plattenvertrag bei Polydor und im November 1965 begannen die Aufnahmen zu ihrem Debütalbum „Black Monk Time“. Das Album erschien Anfang 1966 und enthielt nur selbstkomponierte Stücke. Drei Singles begleiteten das Album. „Black Monk Time“ wurde zunächst weder in England noch in Amerika veröffentlicht. Erst später kamen dort Nachpressungen in den Handel. Die erste Auflage des Albums erzielt heute hohe Sammlerpreise. Eine CD-Fassung des Albums wurde erst 1994 veröffentlicht.
Zur Promotion des Albums traten sie unter anderem im Beat-Club auf, wurden jedoch vom Publikum mit gemischten Gefühlen aufgenommen. Unter anderem zeigten sie dort schon sehr frühe Soundexperimente. Drei Mitglieder der Band versammelten sich während eines kurzen namenlosen Liedes um die Gitarre und jeder zupfte an verschiedenen Saiten oder klopfte darauf herum, während Bass und Schlagzeug weiter für den Beat sorgten. Der Klang der Monks war psychedelisch angehaucht und nahm Elemente des erst ein Jahrzehnt später entstehenden Punk vorweg. Die Stücke der Gruppe sind arm an Melodie, rhythmisch schwer und repetitiv, dennoch verlassen sie nicht das Strophe-Refrain-Muster herkömmlicher Pop-Songs. Setzt in konventionellen Liedern im vierten Takt ein Akkordwechsel ein, verändert sich die Tonart bei den Monks eben erst im achten oder dreizehnten Takt.
Ihre Auftritte, unter anderem zusammen mit The Creation und The Troggs, wurden überwiegend von ihrem Tournee-Manager Wolfgang Gluszczewski organisiert. Dieser ließ die Monks auch in großen Stadthallen, oft aber in Sälen und Gasthäusern kleinerer Städte und Dörfer spielen. In Norddeutschland, so in der damaligen europäischen Beat-Metropole Hamburg, waren die Monks eher eine gefeierte Band, wohingegen sie im katholischen Süden Deutschlands nicht selten auf Antipathie stießen. In ihrem Song „Monk Time“ äußerte sich die Band in dadaistischen Zeilen kritisch zum Vietnamkrieg, was insbesondere bei Auftritten vor amerikanischen Soldaten mitunter für Unmut im Publikum sorgte. Ein vehementer Gegner der Monks war Tony Sheridan, der der Band jegliche Fähigkeit absprach, authentischen Rock ’n’ Roll spielen zu können. Wäre es allein nach Charles Wilp gegangen, wäre der Soundtrack seiner damaligen Afri-Cola-Werbespots allerdings, statt von einem philharmonischen Orchester, von den Monks eingespielt worden – Im Jahre 2000 verwendete schließlich Coca-Cola einige Takte des Stückes „Monk Time“ für einen TV-Werbespot.
Es zeichnete sich ab, dass die Veröffentlichung ihrer exaltierten Musik auf absehbare Zeit weder den Monks noch ihrer Plattenfirma Profit einbringen würde. 1967 war eine Asien-Tour komplett gebucht. Doch bevor diese beginnen konnte, löste sich die Band nach kommerziellem Misserfolg und, u. a. eines geplanten Auftritts in Vietnam wegen, teilweise zerstritten auf. Die Musiker zogen sich daraufhin ins Privatleben zurück.

## Reunion
Nachdem 1994 unter dem Titel Black Monk Time Eddie Shaws Autobiographie über seine Jahre mit den Monks erschienen war, fand sich die Band am 8. November 1999 für einen Auftritt auf dem Cavestomp-Festival in New York das erste Mal wieder zusammen; es war zugleich ihr erster Auftritt in den Vereinigten Staaten überhaupt. Eine CD mit der Liveaufnahme dieses Konzerts wurde 2002 unter dem Titel Let’s Start a Beat veröffentlicht. Am 8. November 2004 verstarb Drummer Roger Johnston nur wenige Tage vor geplanten Auftritten in Benidorm. Für ihn stieß Adam Fesenmaier zur Band, die ihr erstes Konzert in Großbritannien erst 2006 im Londoner Dirty Water Club gab.
Gary Burger war ab August 2006 Bürgermeister seiner Heimatgemeinde Turtle River in Minnesota. Am 10. Januar 2008 starb Gitarrist Dave Day an den Folgen eines Herzinfarkts, 2009 folgte ihm Walther Niemann nach.
2006 erschien der von den Regisseuren Dietmar Post und Lucía Palacios für Play Loud! Productions noch zu Lebzeiten aller „Monks“ produzierte Dokumentarfilm monks – the transatlantic feedback. Begleitend zu dessen Veröffentlichung erschien ein Tribute-Sampler namens Silver Monk Time, an welchem unter anderem Alec Empire und Die Goldenen Zitronen mitwirkten. 2008 bekamen die beiden Regisseure des Films den Adolf-Grimme-Preis:

„Es ist nicht bloß das Kleine an diesem Film, das Abseitige, dass monks – the transatlantic feedback so groß werden ließ. Nicht bloß das subkulturelle Kapital, dieses coole Wissen um eine Fußnote der Popgeschichte. Es ist vielmehr das nonchalante Talent, aus der individuellen Erzählung von fünf in Deutschland gestrandeten GIs und ihrem kurzen Ausflug in das Hinterland der Hitparaden eine Parabel für die emanzipatorische Energie einer Epoche zu machen.“

## Diskografie

### Studioalbum
- 1966: Black Monk Time

### Extended Play
- 2017: Hamburg Recordings 1967

### Kompilationen
- 1999: Five Upstart Americans
- 2002: Let’s Start a Beat – Live from Cavestomp
- 2007: Monks Demo Tapes 1965 (Frühe Demoaufnahmen)
- 2009: The Early Years 1964–1965

### Singles
- 1964: There She Walks / Boys Are Boys
- 1965: Complication / Oh, How to Do Now
- 1966: I Can’t Get over You / Cuckoo
- 1967: Love Can Tame the Wild / He Went Down to the Sea
- 2009: Pretty Suzanne / Monk Time

### Wiederveröffentlichungen
- 2009: Black Monk Time (Polydor und Universal; dritte Veröffentlichung im Zusammenhang mit der Dokumentation Monks – The Transatlantic Feedback)
- 2009: Complication / Oh, How to Do Now (Single von Play Loud! Productions, erste Wiederveröffentlichung)

## Film
- 2006: Monks – The Transatlantic Feedback, Dokumentarfilm von Dietmar Post und Lucía Palacios

## Hörfunk
- It’s Monk Time (2013), Radio-Feature im Deutschlandfunk von Tom Noga[5]

## Band (Die) Monks
In Österreich gibt es eine Band (Die) Monks, die im März 2020 im Zuge der COVID-19-Pandemie den Händewaschsong für das ÖRK interpretiert hat.